# Kappa Gruis
Désignations
Kappa Gruis (en abrégé κ Gru) est une étoile géante de la constellation australe de la Grue. Elle est visible à l'œil nu avec une magnitude apparente de 5,37. L'étoile présente une parallaxe annuelle de 7,96 mas mesurée par le satellite Gaia, ce qui permet d'en déduire qu'elle est distante d'environ ∼ 410 a.l. (∼ 126 pc) de la Terre. Elle s'en éloigne à une vitesse radiale héliocentrique de +18 km/s. Elle est membre du courant d'Arcturus.
Kappa Gruis est une étoile géante rouge de type spectral K5 III, qui est située sur la branche asymptotique des géantes. Son rayon est environ 30 fois plus grand que le rayon solaire, elle est environ 200 fois plus lumineuse que le Soleil et sa température de surface est de 3 990 K.